# (243381) Alessio
(243381) Alessio est un astéroïde de la ceinture principale.

## Description
(243381) Alessio est un astéroïde de la ceinture principale. Il fut découvert le 22 décembre 2008 à Nazaret sur l'île de Lanzarote, par Gustavo Muler et Jose Maria Ruiz. Il présente une orbite caractérisée par un demi-grand axe de 2,34 UA, une excentricité de 0,22 et une inclinaison de 24,1° par rapport à l'écliptique.

## Compléments